# Ernest R. Dickerson
Ernest Roscoe Dickerson (* 25. Juni 1951 in Newark, New Jersey) ist ein US-amerikanischer Kameramann und Regisseur.

## Leben
Ernest Dickerson studierte an der Howard University in Washington, D.C.
Seine Karriere im Filmgeschäft begann er 1983 als Kameramann für den Regisseur Spike Lee. Die beiden arbeiteten etwa ein Jahrzehnt zusammen, ihr letzter gemeinsamer Film ist Malcolm X aus dem Jahre 1992. Im selben Jahr gab Ernest Dickerson sein Debüt als Spielfilmregisseur mit Juice, für den zum bisher einzigen Mal auch das Drehbuch verfasste. Dickerson ist auch für das Fernsehen aktiv, so inszenierte er u. a. mehrere Episoden der Serien The Wire, Dexter und The Walking Dead. Sein Schaffen als Regisseur umfasst mehr als 70 Produktionen.
Ernest Roscoe Dickerson ist Vater von fünf Kindern.

## Filmografie (Auswahl)
Kameramann
- 1985: Krush Groove
- 1986: Nola Darling (She’s Gotta Have It)
- 1988: Do the Right Thing
- 1990: Mo’ Better Blues
- 1990: Vampire in New York (Def by Temptation)
- 1991: Jungle Fever
- 1992: Malcolm X

Regisseur
- 1992: Juice – City-War (Juice)
- 1994: Surviving the Game – Tötet ihn! (Surviving the Game)
- 1995: Ritter der Dämonen (Tales from the Crypt: Demon Knight)
- 1996: Bulletproof
- 1998: Futuresport
- 1998: Ambushed – Dunkle Rituale (Ambushed)
- 2001: Bones – Der Tod ist erst der Anfang (Bones)
- 2004: Never Die Alone
- 2005: Criminal Minds (Fernsehserie)
- 2006: The V Word (1 Episode der Fernsehserie Masters of Horror)
- 2010–2013: Treme (Fernsehserie)
- 2010–2014: The Walking Dead (Fernsehserie)
- 2015–2020: Bosch (Fernsehserie)
- 2019: Godfather of Harlem (Fernsehserie)
- 2020: Interrogation (Fernsehserie)
- 2022–2023: Bosch: Legacy (Fernsehserie)
- 2023–2024: The Irrational (Fernsehserie)